# موزه ملی گرینلند

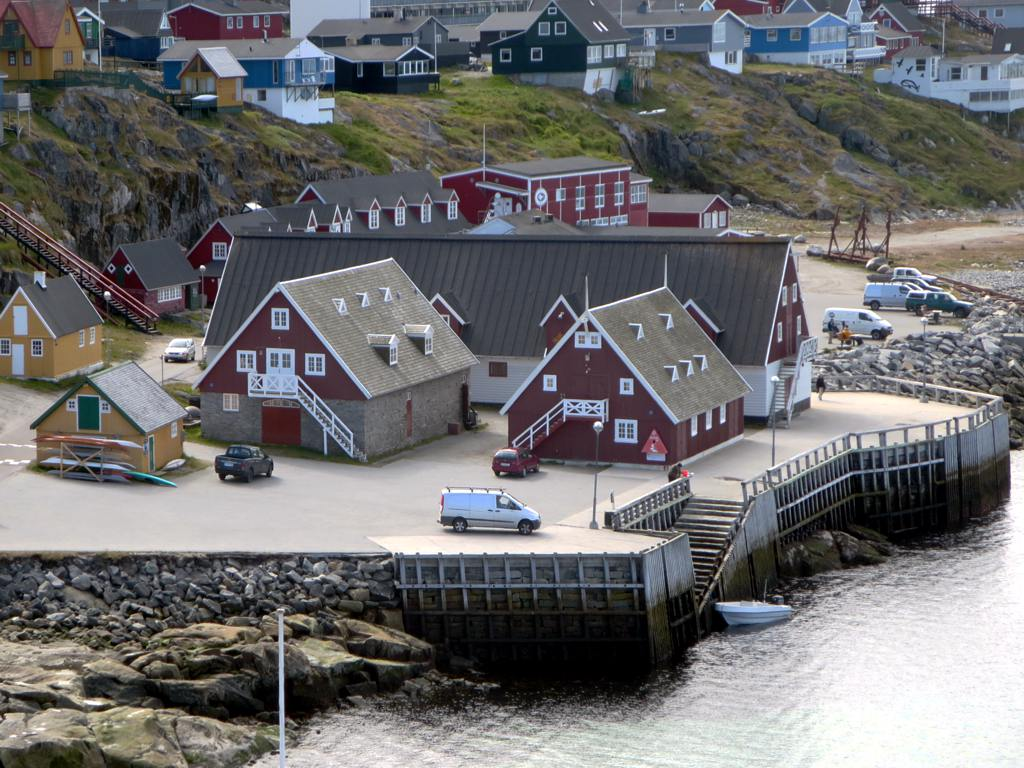
موزه ملی گرینلند

موزه ملی گرینلند (به گرینلندی: Nunatta katersugaasivia allagaateqarfialu) در نوک واقع شده است. این موزه نخستین موزهٔ گرینلند است که در اواسط قرن ۱۹۶۰ میلادی گشایش یافته است. این موزه دارای آثار باستانی، تاریخی، هنری، صنایع دستی و همچنین اطلاعاتی مربوط به ویرانه‌ها، گورستان‌ها، ساختمان‌ها و غیره می‌باشد. این موزه در یک انبار که در سال ۱۹۳۶ میلادی ساخته شده بود مستقر گردید.